# Segelfenad kirurgfisk
Segelfenad kirurgfisk (Zebrasoma velifer) är en fiskart som först beskrevs av Bloch, 1795.  Segelfenad kirurgfisk ingår i släktet Zebrasoma och familjen Acanthuridae. Inga underarter finns listade i Catalogue of Life.